# Carl Johans kyrka

Carl Johans kyrka är en kyrkobyggnad som tillhör Carl Johans församling i Göteborgs stift. Den ligger på Sågberget vid Carl Johans kyrkoplan i stadsdelen Majorna i Göteborgs kommun. 
Kyrkan har fått sitt namn efter kung Karl XIV Johan, som något år före invigningen varit på besök i det närliggande porterbryggeriet.

## Historia

### Äldsta gudstjänstlokalerna
Majornas äldsta gudstjänstlokal var slottskapellet på Gamla Älvsborg. Det var främst avsett för garnisonen där, men uppläts även för civilbefolkning. Därefter tillkom Varvsförsamlingens kyrka, sannolikt omedelbart efter församlingens bildande, och anses ha gått under benämningen Maria Magdalenakyrkan. Från 1786 blev kyrkan hem för den så kallade privata församlingen eller Varvsförsamlingen. Enligt en teckning av Erik Dahlbergh, föreställande "Stigberget 1678", skulle kyrkan ha legat på en höjd mellan Tjär-Hofwet i öster och Wärfwet i väster. Platsen motsvarar idag området direkt invid Sjöfartsmuseets sydöstra hörn, framför Sjömanstornet. Varvskyrkan ödelades vid en brand den 29 september 1820. Några av inventarierna kunde räddas, bland dem altartavlan och golvuret, vilka nu finns uppsatta i Carl Johans kyrka.
Men de som bodde i Majorna och inte tillhörde Varvsförsamlingen hänvisades "att hålla sig till Örgryte församling, inom vilken socken deras ägor äro belägne". Detta för att Örgryte kyrka och prästerskap "icke måtte lida någon minskning i deras rättigheter". År 1784 gjorde befolkningen i Majorna därför en framställning att få bygga egen kyrka. I skrivelsen heter det bland annat: Man ärnar inrätta den nya kyrkan så att för dem av katolska religionen, som där åstunda sin gudstjänst (hvartill de i anseende till kyrkans blifvande belägenhet vid sjökanten kunna äga bästa tillfälle) blifver särskilt rum till berörde deras andaktsöfning."
Mariakyrkan var Mariebergsförsamlingens första kyrka, och låg på "Majberget". På en gammal karta, extraherad 1867 av O. W. Hällström efter en äldre karta över Mariebergs kyrkogård, finns invid västra muren, ungefär mitt för Timmermansgatan, en plats angiven, som har ansetts vara den där kyrkan har legat. Kungl. Maj:t medgav i maj 1786 att offentlig gudstjänst på vanliga sön- och helgdagar skulle få hållas i något inom församlingen beläget enskilt hus, till dess att en annexkyrka av sten kunde bli färdig. Man beslöt därefter att till gudstjänstlokal omändra en stor materialbod, som uppförts vid anläggningen av kyrkogården. Den första gudstjänsten hölls söndagen den 13 januari 1788 och den sista den 28 november 1826. Kyrkan var ett slags provisorium, som skulle få användas under en övergångstid av 20 år. Det var en träbyggnad, och på den västra gaveln fanns ett lågt torn med två ringklockor. Ett orgelverk med 13,5 stämmor omnämns vara placerat på en liten läktare. Utvändigt var "kyrkan" rödmålad, men invändigt saknades färg på väggar, tak och bänkar. Yttertaket var belagt med tegel. Alla inventarier var av enklaste slag, och den fattiga församlingen hade stora svårigheter med att hålla sin kyrka i ett värdigt skick. Underhållet måste helt bekostas genom frivilliga gåvor. Under 34 år var denna provisoriska byggnad Mariebergsförsamlingens gudstjänstlokal och efter sammanslagningen med Varvsförsamlingen i ytterligare 6 år för den så kallade Förenade Kustförsamlingen vid Göteborg. Mariakyrkan revs på sommaren 1826.

### Carl Johans kyrkas tillkomst
Kyrkostämman beslutade den 25 april 1824 att köpa en tomtplats av William Gibson och anslog 1 000 riksdaler till röjning av platsen. Den 9 juni samma år antog Förenade kustförsamlingens kyrkoråd reglemente för kyrkobyggnadskommittén i 24 paragrafer. Bland annat skulle kyrkan utföras: "helst efter tyska kyrkans yttre form"; ett pris à 50 riksdaler banco utsattes "för bästa provritning förenad med minsta kostnad"; kyrkans mått bör bliva 64 alnar lång och 32 alnar bred invändigt. Redan i augusti 1824 fanns ritningar framtagna, godkända och stadfästa av Kungl. Maj:t.  
Den 10 september 1824 genomfördes tomtköpet. För 666 riksdaler 32 skilling banco köptes av William Gibson en tomt på det då kallade (namnet har inte förekommit varken tidigare eller senare) "Gibsberget". Fastebrevet av den 28 november 1825 för de Förenade kustförsamlingarne anger arealen till 92 alnar åt norr och 96 alnar åt söder samt i bredd 85,5 alnar åt väster och 104,5 alnar åt öster eller 8 918 kvadratalnar, motsvarande 3 145 kvadratmeter (idag är tomten 2 757 kvadratmeter stor). Kyrkan skulle omges med en stenmur 2 alnar tjock i botten och 6 kvarter ovan samt 3 alnar hög. Vid sockenstämman den 29 maj påföljande år presenterades ett kostnadsförslag för kyrkobyggnaden, vilken borde rymma minst 2 000 personer. Vid sockenstämma i maj 1825 förelåg kostnadsförslag för kyrkobyggnaden: med rött tegel skulle den kosta 30 700 riksdaler, men byggdes den av gråsten sjönk kostnaden till 27 650 riksdaler. Byggmästare A. Lönnerberg från Lillagården i Kinnared i Hössna pastorat av Skara stift, åtog sig byggnationen för 4 000 riksdaler på sex månader. Till sin hjälp hade han 7 murare och 7 timmermän samt församlingsbornas dagsverken till körningar och hantlangning.  
Torsdagen den 18 november 1824 lades grundstenen till "Den förenade kustförsamlingens kyrka" (från 1828 Carl Johans församling) av biskop Carl Fredrik af Wingård och landshövding Axel von Rosen. Den låg där altaret senare skulle resas, alltså på den norra sidan. Under klockringning och musik av Göta Artilleriregementes musikkår tågade kl. 12 på dagen den länga processionen till kyrkberget. Där var rest en äreport, dekorerad med Carl XIV Johans namn. Därefter läste landshövdingen von Rosen upp Kungl. Maj:ts brev av den 24 oktober med bifall till den ansökan om att få uppkalla kyrkan efter hans namn. Kyrkans namn utropades av tullinspektören på Klippan, G. Flintberg och sextiofyra kanonskott avlossades.
Arbetet på kyrkobyggnaden börjades i mitten av april 1826, och i juni revs Mariebergskyrkan. Församlingens gudstjänster hölls under byggtiden i Majornas skolhus. Den 7 juli brann skolhuset ned och man stod utan gudstjänstlokal. Enligt traditionen skall då vinden på egendomen Marieberg provisoriskt ha inretts till predikolokal. I kontraktet fanns en överenskommelse om att dagens arbete skulle börjas och slutas med bön. För att få ytterligare medel till bygget inbjöd man till tecknandet av aktier om 100 riksdaler banco, löpande med 6% ränta. Den garanterades av församlingen, som också löste in aktierna.
Carl Johans kyrka invigdes första söndagen i advent, den 3 december 1826, men både yttre och inre arbeten fortsatte under hela år 1827. Kyrkan kostade färdig 40 922 riksdaler, 29 skillingar och 3 runstycken. Från början fanns ingen uppvärmning i kyrkan, men 1847 uppfördes en kakelugn i sakristian, som tio år senare kompletterades med två värmeanläggningar under läktaren vid kyrkans norra sida. Den första primitiva centralvärmeanläggningen, installerades 1873.  
Kyrkan hade ursprungligen 140 bänkar, med plats för 1 500 besökare.

## Kyrkobyggnaden

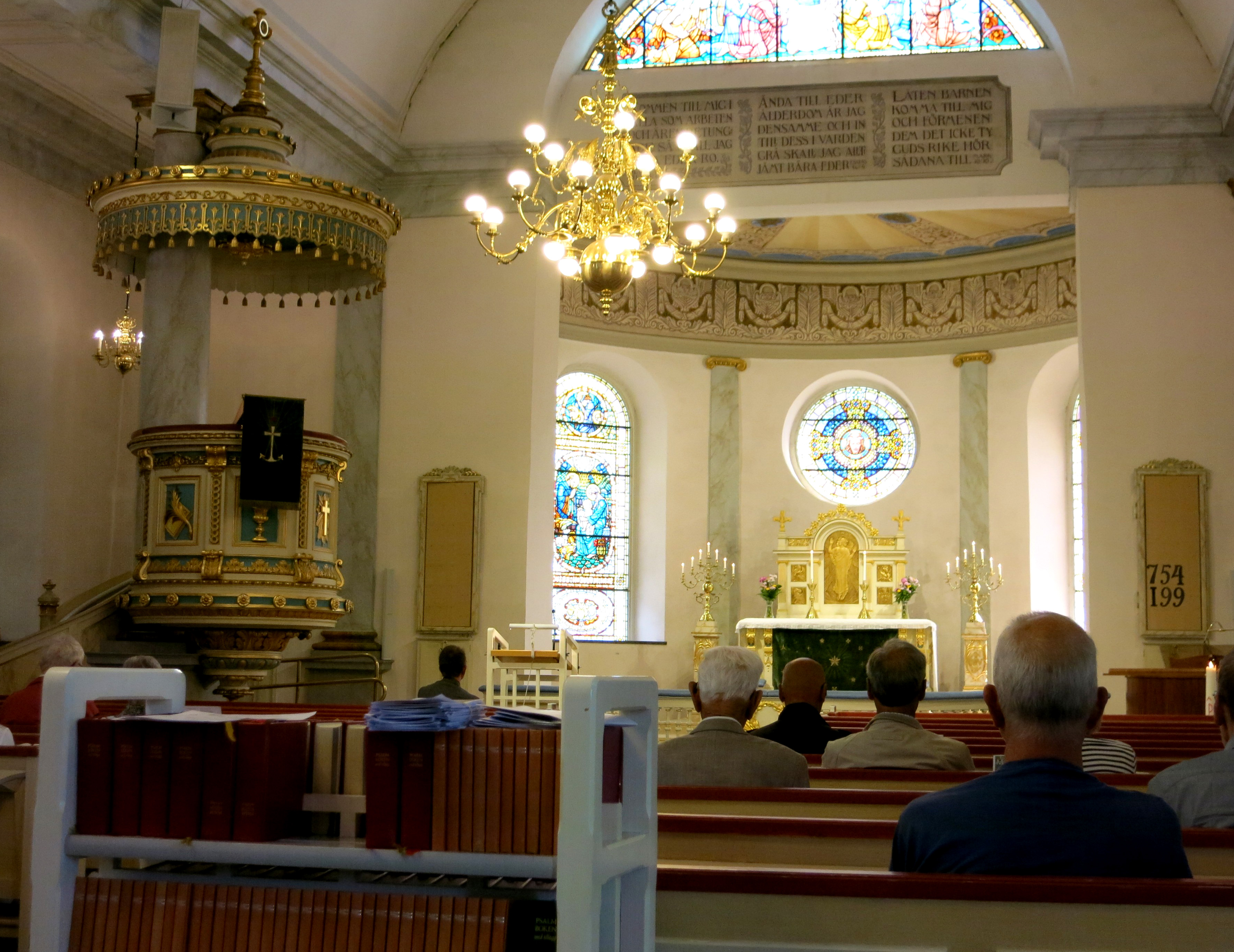
Kyrkorummet mot koret.

Kyrkan ritades av arkitekt, överstelöjtnanten i överintendentsämbetet Fredrik Blom, började byggas 1824 och invigdes den första söndagen i advent 1826 av biskop Carl Fredrik af Wingård, som den första permanenta kyrkan i Majorna. Kyrkan restaurerades 1840, 1862 (ny orgel, nytt altare, nya läktare, nya bänkar med mera), 1900, 1912, 1938 och 1988. Vid restaureringen 1900 fick den sin nuvarande exteriör, då tornets stenbyggnad försågs med en kopparklädd lanternin. Byggnaden är uppförd i gråsten och portalen är huggen i gotländsk sandsten.
Kyrkan utgörs av ett långhus med ett fyrkantigt torn på mitten av sin södra sida. Långhusets kortsidor bildar absidformade utbyggnader, av vilka det ena tjänar som kor. Mittskeppet stöds av tolv - i två rader - löpande kolonner, av vilka åtta bär upp sidoläktarna. Predikstolen är ornerad i vitt och guld och har sin plats vid den norra sidan intill andra kolonnen från altaret. Detta står framför ett korskrank - ornerat i vitt och guld - som ovanför mitten har ett stort kors. Altarprydnaden utgörs dessutom av två förgyllda lagens tavlor och däremellan en tavla med inskriften; Genom Mosen är lagen gifven, nåd och sanning är kommen genom Jesum Kristum. Inom altarringen finns också två trearmade gaskandelabrar i brons. 
Kyrkans profil var helt avvikande från dagens 1883. Tornöverbyggnaden var mindre och enklare, med en 8-kantig lanternin och en kort spira på toppen. Den nuvarande överbyggnaden härrör från en omfattande restaurering år 1900, då även alla huvudingångarna fick nya portaler av sandsten, taket omlades med kopparplåt och kyrkans yttre vitrappades. Även interiören förändrades samtidigt. Uppgångarna till läktarna flyttades till norra och södra ingångarna, de hade tidigare legat inne i kyrkorummet. För att ge bättre ljus på "skolläktaren", utfördes ett rosettfönster mot norr. Även nya korfönster kom till. Återinvigningen skedde den 21 oktober 1900 av biskop E.H. Rohde. Restaureringen 1912 innebar att framför allt kyrkans inre, målades och dekorerades. I stället för den gamla altartavlan med inskriptionen: "Genom Mosen är lagen gifwen; Nåd och sanning är kommen genom Jesum Christum", fick kyrkan en mindre altartavla i förgylld träskulptur föreställande Jesu himmelsfärd. Första söndagen i Advent samma år, togs kyrkan i bruk. Då kyrkan firade sin 100-årshögtid, insattes sex målade fönster i kyrkans främre del runt koret. Vid den södra sidan visar de från torningången: Hoppet och Lovsången, Nattvarden, Bönen, samt från koret på den norra sidan: Ordet och Tron, Kärleken, Dopet. År 1938 målades kyrkan i ljusare färger, liknande den ursprungliga färgsättningen. Samtidigt flyttades altaret till den östra väggen, och en ny sakristia inreddes i kyrkans norra korsarm. Pelarraderna frilades och predikstolen flyttades en pelare närmare koret. Kyrkan återinvigdes av biskop C.E.D. Block den fjärde söndagen i Advent samma år.
Vid 1988 års restaurering tillkom många praktiska funktioner samt nya och bättre lösningar. En inbyggnad under orgelläktaren skapade ett nytt vapenhus i väster samt nya rum för kyrkovaktmästare och församlingsverksamhet. Det nya kyrkorummet återinvigdes 4:e söndagen i advent 1988, och har sin utgångspunkt i 1863-1864 års rumsgestalt som bedömts väl representera det ursprungliga arkitektoniska rummets idé och vår egen tids önskan om ljus och färg.
Fasaden pryds av Carl XIV Johans förgyllda monogram på en blå medaljongformad grund. Kyrksilvret skänktes av kung Carl XIV Johan, som samtidigt gav två mässhakar och en skrud i röd sammet till kyrkan. Änkefru M.C. Melander skänkte 1857 kyrkans tornur, och till den större av kyrkans båda ringklockor - gjutna i Göteborg 1857 - skänkte kopparslagareänkan Christina Nordeman, född Carlberg, 6 000 riksdaler. Från Gamla Warvskyrkan hade man vid branden räddat golvuret och altartavlan (Kristi nedtagande från korset). Två svarta skrudar och en dopfunt - senare till Birgittas kapell - förvärvades 1873. 

### Orglar

#### Läktarorgel

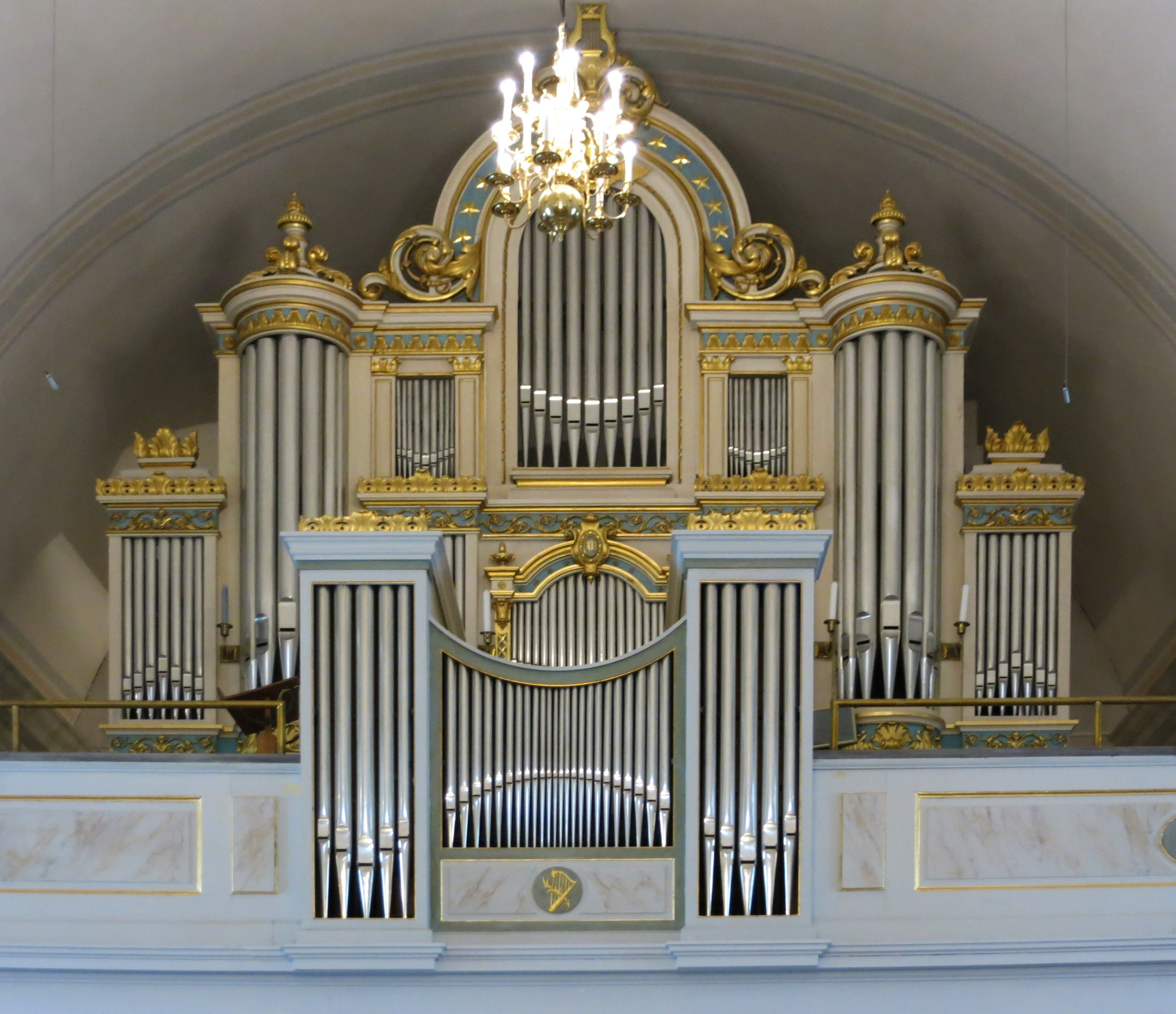

Orgeln på läktaren är tillverkad 1955 av Hammarbergs Orgelbyggeri AB. Den har 43 stämmor fördelade på tre manualer och pedal.

##### Disposition
| Ryggpositiv (I) C-g3 | Huvudverk (II) C-g3 | Svällverk (III) C-g3 | Pedalverk (P) C-f1 | Koppel |  |
| Gedakt 8'            | Borduna 16'         | Gedakt 16'           | Principal 16'      | I/P    |  |
| Kvintadena 8'        | Principal 8'        | Flöjtprincipal 8'    | Subbas 16'         | II/P   |  |
| Principal 4'         | Hålflöjt 8'         | Rörflöjt 8'          | Oktava 8'          | III/P  |  |
| Rörflöjt 4'          | Fugara 8'           | Salicional 8'        | Gedakt 8'          | I/II   |  |
| Gemshorn 2'          | Oktava 4'           | Oktava 4'            | Oktava 4'          | III/II |  |
| Larigot 1 1⁄3'       | Gedaktflöjt 4'      | Flöjt oktaviant 4'   | Nachthorn 2'       |        |  |
| Scharf 3 chor        | Kvinta 2 1⁄3'       | Nasard 2 2⁄3'        | Mixtur 3 chor      |        |  |
| Sesquialtera 2 chor  | Oktava 2'           | Flöjt 2'             | Basun 16'          |        |  |
| Skalmeja 8'          | Mixtur 4 chor       | Kvintadena 2'        | Trumpet 4'         |        |  |
| Tremulant            | Cymbel 2 chor       | Ters 1 3⁄5'          |                    |        |  |
|                      | Trumpet 8'          | Sivflöjt 1'          |                    |        |  |
|                      |                     | Mixtur 3 chor        |                    |        |  |
|                      |                     | Cymbel 3 chor        |                    |        |  |
|                      |                     | Dulcian 16'          |                    |        |  |
|                      |                     | Regal 8'             |                    |        |  |

- Orgeln som är placerad nära koret kom till kyrkan 1981 då den flyttades från Matteus kapell på västra kyrkogården. Instrumentet har sex stämmor fördelade på manual och pedal.[12]

#### Kororgel

##### Disposition
| Manual C-g3   | Pedal C-d1 |
| Gedackt 8'    | bihängd    |
| Principal 4'  |            |
| Rörflöjt 4'   |            |
| Kvintadena 4' |            |
| Gemshorn 2'   |            |
| Mixtur 2      |            |

### Votivskeppet
En modell av barkskeppet Örnen av Göteborg hänger i kyrkan som votivskepp. Modellfirman Sverre AB byggde skeppet, som skänktes till kyrkan 1950 av Gamla Majpojkars förbund. Skrovet är vitt, med grön lastlinjemålning och kopparfärgad botten. Galjonsbilden består av en förgylld örn.

### Altartavlan
I kyrkan finns en skulpterad altartavla som föreställer Himmelsfärden samt den gamla 1820 brunna Varvskyrkans altartavla, som troligen är en kopia av en flamländsk målare, eventuellt Anthonis van Dyck.